# Austinicotesia
Austinicotesia – rodzaj błonkówek z rodziny męczelkowatych.

## Zasięg występowania
A. indonesiensis występuje w Indonezji, zaś A. papuanus w Papui-Nowej Gwinei.

## Systematyka
Do rodzaju zaliczane są 2 opisane gatunki:
- Austinicotesia indonesiensis Fernandez-Triana & Boudreault, 2018
- Austinicotesia papuanus Fernandez-Triana & Boudreault, 2018